# Oecophylla obesa
Oecophylla obesa é uma espécie de formiga do gênero Oecophylla, pertencente à subfamília Formicinae.